# To Be on Top
To Be on Top è un videogioco pubblicato nel 1987 per Commodore 64 e nel 1988 per Atari ST dalla Rainbow Arts. Si interpreta un ragazzo sconosciuto che tenta di comporre una canzone di successo, in un misto di azione, semplice composizione musicale ed elementi di avventura. L'originale per Commodore 64 fu il primo videogioco realizzato dal musicista Chris Hülsbeck, sviluppatore principale della programmazione e della grafica oltre che autore della colonna sonora.

## Modalità di gioco
La partita inizia con la scelta del titolo della futura canzone, quindi ci si trova a controllare il protagonista in una strada della sua città. La visuale è laterale isometrica con scorrimento orizzontale. Il personaggio può camminare in tutte le direzioni e deve evitare pattinatori, veicoli e altri pericoli mobili sulla strada, molti dei quali causano il game over immediato. Si può entrare dentro alcuni edifici, se sono soddisfatti i necessari requisiti, e a quel punto la visuale passa alle schermate delle varie stanze.
Sotto la visuale si hanno indicazioni testuali dell'eventuale oggetto trasportato, nome del luogo attuale, livello di ispirazione accumulata, eventuale posizione in classifica top 10 della propria canzone. La posizione si genera automaticamente man mano che la canzone viene composta e perfezionata, secondo parametri di qualità decisi dal computer; l'obiettivo finale del gioco è raggiungere una posizione più alta possibile.
La prima cosa da fare è raccogliere l'ispirazione musicale tramite il televisore a casa del personaggio. Si affronta un minigioco d'azione in un'apposita schermata che raffigura il televisore. Si controlla un mirino sullo schermo, passando in mezzo ad alcuni ostacoli fissi, e si devono colpire degli oggetti astratti che compaiono uno alla volta e si muovono con traiettorie irregolari. Gli oggetti rappresentano quattro diversi tipi di ispirazione: basso, accompagnamento, melodia e sequenza. Ciascuno può avere colori diversi e se ne deve raccogliere almeno uno per tipo.
Successivamente, per assemblare la canzone si va al pianoforte, dove appare una schermata di pulsanti controllata con un puntatore a forma di mano. Qui per ogni tipo di ispirazione si può scegliere uno dei colori raccolti, generando canzoni diverse con le molte combinazioni possibili. Il computer suona realmente i brani, di musica elettronica solo strumentale. 
Una volta composta la canzone, si usa un sintetizzatore a casa di un amico (accessibile in cambio di un favore), rappresentato da un'altra schermata di pulsanti, per scegliere i suoni degli strumenti per basso, accompagnamento e melodia e creare un nastro demo.
Dopo aver ottenuto una raccomandazione da un DJ (in cambio di un altro favore), si può accedere a uno studio di registrazione, dove tramite una terza schermata di pulsanti si aggiunge alla canzone una delle possibili sequenze di batteria.
A questo punto, solo se la canzone rifinita ha raggiunto una delle prime tre posizioni in classifica, si riceve un invito allo studio televisivo. Qui il personaggio si esibisce dal vivo in console e il giocatore deve fargli suonare vari effetti a piacere sopra la canzone, tenendo bene il ritmo. Un indicatore a barra mostra l'apprezzamento del pubblico, che può determinare il miglioramento o peggioramento della posizione definitiva in classifica.
Il programma include di default una top 10 di brani di Chris Hülsbeck che è possibile ascoltare dal menù principale, fuori dalla partita. Quando si riesce a creare un brano che entra in classifica, viene inserito in questa top 10, che poi si può salvare su nastro o disco, conservando così i propri brani.